# بوراشد
بوراشد هي إحدى بلديات ولاية عين الدفلى الجزائرية، تبعد عن الجزائر العاصمة بحوالي 150 كلم، انشأت سنة 1986 بعد التقسيم الجديد وذلك بعدما كانت تابعة إداريا لبلدية عين الدفلى ولاية الأصنام. تقدر مساحتها بـ 138 كلم2 وقدر عدد سكانها بـ 35 الف نسمة حسب الاحصائيات الأخيرة للسنة 2012.

## الموقع
تقع جنوب غرب مدينة عين الدفلى حيث يبعد مقر بلديتها عن عين الدفلى بحوالي 13 كلم يحدها شمالا عين الدفلى وجنوبا كل من بلديتي جمعة اولاد الشيخ وزدين، وشرقا بلدية جليدة وغربا بلدية الروينة.
تتميز بانها ذات موقع استراتيجي ممتاز إذ انها تتموقع بين التلال وعلى هضبات ومشارف جبال دوي وغابتها الصغيرة ذات الطبيعة الساحرة والمناظر الخلابة التي تقع بينها وبين مدينة عين الدفلى وتطل من الضفة الأخرى على سلسلة جبال الونشريس وغاباتها الكثيفة وعلى حدودها الغربية يقع سد أولاد ملوك وهذا ماجعلها تكتسي موقعا هاما ومناخا جافا وجوا ممتع إذ ء لم تكتشف بعد

## النشاط
يغلب الطابع التجاري على الانشطة الممارسة من طرف سكانها خاصة في المجال الزراعي بها سوق اسبوعي عتيق يعود للحقبة الاستعمارية يقام اسبوعيا بمركز المدينة كل يوم سبت حتى أصبحت تعرف المدينة باسم السبت، كمايقام بها سوق يومي شعبي بمدخل المدينة ناحية الشرق.

## المجمعات السكنية
تتشكل نواحيها من عدة احياء متفرقة في شكل فرق منها
اولاد سي أحمد
- اولاد مقداراش
- اولاد زيري
- اولاد بن هيمونة
- اولاد عتو
- السلامنية
- العرايبية
- اولاد عبد العالي
- الهواورية
- الزهاهرة
- الزقاقرة
- التياميم
- الونادة
- كدية الزبوج

## تطور البلدية
ولقد سجلت بلدية بوراشد تطورا هاما وبوتيرة متسارعة في مناحي عدة خاصة بعد ان شقها الطريق السيار شرق غرب وذلك من ناحية التوسع العمراني بها، وقد اسس ذلك أيضا مناخا خصبا للقيام بمشاريع تنموية كبرى مثل مشروع سوق الجملة الذي وضع حجر اساسه وزير التجارة مصطفى بن بادة نهاية سنة 2012 والذي من المنتظر انجازه بمقاييس عالمية بحيث يحتوي على كل المرافق الضرورية مثل الخدمات الفندقية وبنك ومركز للامن...
من ناحية الهياكل التربوية فان بها ثانوية «بوشارب الطاهر» ومتوسطتين«مخالدي قويدر»، «قلواز موسى» سابقا اكمالية بوراشد الجديدة وتعتبر الاقدم من ناحية الإنشاء 1987 بمدينة بوراشد، كما انشات حديثا متوسطة بوراشد الجديدة في الموقع القديم لثانوية بوشارب الطاهر هذه الاخيرة التي حولت إلى مقر جديد مقابل للقديم للدخول المدرسي 2014/2015 والذي دشنته وزيرة التربية نورية بن غبريت ومتوسطة «احمد راشدي» باولاد سي أحمد المدشنة من طرف وزير التربية الوطنية ابوبكر بن بوزيد سنة 2001
وحوالي 14 ابتدائية اقدمها باهي الحاج التي انشأت سنة 1972 باولاد سي أحمد.

## البنية التحتية
اما الهياكل القاعدية بالإضافة إلى مقر البلدية بملحقتين جديدة وقديمة الأولى تحتوي على مكتب رئيس البلدية بالإضافة إلى مكاتب المصالح الحساسة الأخرى مثل مكتب الصفقات والمحاسبة وقاعة للاجتماعات والثانية بقيت مشتملة على الحالة المدنية ومكاتب أخرى مثل مكتب الشبكة الاجتماعية ومكتب النظافة...
كما يوجد بها مقر للدرك الوطني، مكتبة بلدية جوارية حديثة النشأة، روضة البلدية للأطفال، ساحة الشهداء، قاعة صحية متعددة الخدمات، واهم المساجد بها المسجد العتيق بمدينة بوراشد، مسجد ابي بكر الصديق باولاد سي أحمد ذا الطابع المعماري المميز والجميل، مسجد السلامنية، مسجد الونادة الذي هو قيد البناء.
وثانوية قيد الإنجاز وضع حجر الاساس لانجازها وزير التربية بابا أحمد سبتمبر2012 ومن المنتظر ان تكون ذات طاقة استعاب كبيرة.